# استان چوبوت
 استان چوبوت ، یکی از استان‌های ۲۳ گانه آرژانتین، واقع در بخش جنوبی کشور می‌باشد که از شمال با ریو نگرو و از جنوب با سانتا کروس مرز مشترک دارد. در چوبوت ۲۵ هزار ولزی‌تبار زندگی می‌کنند.

## مشخصات
- مرکز: راوسون
- مساحت: ۲۲۴۶۸۶ کیلومترمربع
- جمعیت: ۴۱۳۲۳۷ (تا ۲۰۰۱)
- فرماندار: ماریو داس نوس
- شهرهای مهم: کومودورو ریواداویا (بزرگ‌ترین شهر)، پوئرتو مادرین، اسکوئل، تره لو، سارمینتو، گایمان (مرکز ولزی‌ها)

## تاریخچه
پیش از ورود اسپانیایی‌ها به آمریکای جنوبی، استانی چوبوت امروزی زیستگاه بومیان چادرنشین پاتاگونیا بود. نام چوبوت توسط بومیان (به معنای زلال و شفاف) به رود چوبوت گفته می‌شد.
مبلغان اسپانیایی در سده‌های ۱۷و ۱۸به منطقه آمدند و دژ سان خوزه را در شبه جزیره والدز بنا کردند. این دژ بعدها به دست بومیان ویران شد. در قرن ۱۹ ولزی‌های بسیاری به این منطقه کوچ کردند.
«منطقه ملی چوبوت» به عنوان بخشی آزاد شده در عملیات فتح صحرا در ۱۸۸۴ تشکیل شد. با آغاز سده ۲۰، مهاجرانی از بوئرها در شهر کوچک سارمینتو اسکان یافتند.
در سال ۱۹۴۴ بخش جنوبی چوبوت و بخش شمالی استان سانتا کروس به عنوان منطقه ای نظامی اعلام شد اما این مقر منحل گشت و ۱۱ سال بعد چوبوت استقلال خود را به دست آورد.

## اقتصاد
استان چولوت با تولید ناخالص داخلی برابر۷/۴میلیارد دلار در سال ۲۰۰۶ و درآمد سرانه ۱۱۲۵۰ از نظر اقتصادی توسعه یافته می‌باشد.
عمده‌ترین فعالیت اقتصادی، استخراج و تصفبه نفت است که ۱۳ درصد اقتصاد استان را تشکیل می‌دهد. همچنین رود چوبوت ۲۱ درصد ماهی کشور را تأمین می‌کند.
از سایر فعالیت درآمدزای چوبوت، پرورش گوسفند و تولید پشم است.
در بخش خدمات، صنعت جهانگردی منبع درامدزایی می‌باشد. جاذبه‌های توریستی استان عبارتند از:
شبه جزیره والدز
گونه‌های جانوری آبزی
پارک ملی لوس آلرسس (در بخش آندی)
قطار بخار قدیمی در شهر اسکوئل
مرکز اسکیینگ اویا در اسکوئل
جنگل موحش نزدیک سارمینتو

## تقسیمان سیاسی
استان به ۱۵ بخش (دپارتمان) تقسیم می‌شود.
| ۱ – بخش کوشامن ۲ – بخش اسکالانته ۳ – بخش فلورنتینو آمه گینو ۴ – بخش فوتالوفو ۵ – بخش گایمان ۶ – بخش گاستره ۷ – بخش لانگینیو ۸ – بخش مارتیرز | ۹ – بخش پاسو ده ایندیوس ۱۰ – بخش راوسون ۱۱ – بخش ریو سنگوئر ۱۲ – بخش سارمینتو ۱۳ – بخش تئوئلچس ۱۴ – بخش خوان تلسن ۱۵ – بخش بیدما |  |